# Валаска Дубова
Валаска Дубова (словац. Valaská Dubová) — село, громада округу Ружомберок, Жилінський край. Кадастрова площа громади — 12.79 км².
Населення 786 осіб (станом на 31 грудня 2018 року).

## Географія
Протікає потік Лікавка.

## Історія
Валаска Дубова згадується 1323 року.

## Населення
| Рік:            | 1994. | 2004.   | 2014.   | 2024.   |
| --------------- | ----- | ------- | ------- | ------- |
| Кількість осіб: | 775   | 773     | 788     | 775     |
| Різниця:        |       | -0,25 % | +1,94 % | -1,64 % |

| Рік:            | 2023. | 2024.   |
| --------------- | ----- | ------- |
| Кількість осіб: | 781   | 775     |
| Різниця:        |       | -0,76 % |